# Neptú (metropolitana di Valencia)
La stazione di Neptú (precedentemente chiamata Marina Reial Joan Carles I) è una stazione della linea 8 della metropolitana di Valencia situata nel quartiere Grao. È stata inaugurato il 16 aprile 2007.
Si trova in via Doctor Marcos Sopena, dove è presente una piattaforma sopraelevata tra i due binari del tram.